# Torvald Tollgren
Fritiof Torvald Tollgren (artistnamn Tobis), född 16 maj 1910 i Tanums församling i Göteborgs och Bohus län, död 24 mars 1996 i Oscars församling i Stockholm, var en svensk kompositör, sångtextförfattare, orkesterledare och musiker (gitarrist).
Under sitt artistnamn skapade han 1938 musikgruppen Tobis and his Gauchos tillsammans med dragspelaren Walle Söderlund och violinisten Alf Alfer. Intresset för latinamerikansk musik var då stort, och gruppen gjorde under sina tolv verksamma år mängder av framträdanden och skivinspelningar.
I Tollgrens minne har instiftats ett stipendium till unga musiker: Margot & Tobis Stiftelse